# Телегин, Василий Александрович
Василий Александрович Телегин — советский хозяйственный, государственный и политический деятель, Герой Социалистического Труда.

## Биография
Родился в 1920 году в Москве. Член КПСС.
С 1937 года — на хозяйственной, общественной и политической работе. В 1937—1980 гг. — слесарь-ремонтник, участник Великой Отечественной войны, слесарь-монтажник 64-й подвижной танко-ремонтной базы, мастер Московского электромашиностроительного завода «Динамо» имени С. М. Кирова Министерства электротехнической промышленности СССР.
Указом Президиума Верховного Совета СССР от 8 августа 1966 года присвоено звание Героя Социалистического Труда с вручением ордена Ленина и золотой медали «Серп и Молот».
Избирался депутатом Верховного Совета РСФСР 7-го созыва.
Умер 3 апреля 1990 года.